# Barbodes colemani
Barbodes colemani és una espècie de peix cipriniforme de la família dels ciprínids que es troba a Tailàndia.